# Monasterio de la Sagrada Familia (Burriana)
El monasterio de la Sagrada Familia, conocido como las Dominicas y como Iglesia del Convento de Dominicas, es un lugar de culto católico situado en Burriana, Plana Baja, catalogado como Bien de Relevancia Local según la Disposición Adicional Quinta de la Ley 5/2007, de 9 de febrero, de la Generalitat, de modificación de la Ley 4/1998, de 11 de junio, del Patrimonio Cultural Valenciano (DOCV Núm. 5.449 / 13/02/2007), con código 12.06.032-002.
Sito en la plaza de las Monjas, 12, en la zona del ensanche, al este del casco antiguo de la población de Burriana, data de finales del siglo XIX, en concreto del año 1890, fecha de su fundación.
Se trata de un conjunto de edificios, construidos siguiendo las pautas del estilo neoclásico entre los que se encuentra la iglesia y la zona conventual.
Durante el año 2016 se llevaron a cabo las celebraciones por los 125 años de la fundación del Monasterio en esta localidad.